# Schweizer Nordische Skimeisterschaften 1962
Die Schweizer Nordischen Skimeisterschaften 1962 fanden vom 3. bis zum 5. März 1962 in Château-d’Oex, am 28. Januar 1962 auf dem Jaunpass und am 18. Februar 1962 auf dem Zugerberg statt. Ausgetragen wurden im Skilanglauf die Distanzen 15 km, 30 km und 50 km, sowie die 4 × 8 km Staffel. Konrad Hischier gewann den 30-km-Lauf, sowie mit der Staffel von SC Obergoms. Zudem siegte Jean-Pierre Pellouchoud über 15 km und Michel Rey über 50 km. Bei den Frauen wurde ein 8-km-Lauf mit zwei Starterinnen absolviert, der aber aufgrund geringer Beteiligung, nicht gewertet wurde. Das Skispringen gewann Ueli Scheidegger und die Nordische Kombination Alois Kälin.

## Skilanglauf

### 15 km
| Platz | Name                    | Verein            | Zeit (min) |
| ----- | ----------------------- | ----------------- | ---------- |
| 01    | Jean-Pierre Pellouchoud | Grenzwachtkorps   | 56:27      |
| 02    | Konrad Hischier         | SC Obergoms       | 57:36      |
| 03    | Ludwig Regli            | Andermatt         | 58:07      |
| 04    | Franz Oetiker           | SC Einsiedeln     | 58:21      |
| 05    | Gaston Biollay          | SC Ulrichen       | 58:40      |
| 06    | Michel Rey              | Les Cernets       | 58:53      |
| 07    | Paul Bebi               | Zürich-Altstetten | 58:54      |
| 08    | Alois Kälin             | SC Einsiedeln     | 59:05      |
| 09    | Arthur Schneider        | SC Kandersteg     | 59:20      |
| 10    | Josef Haas              | SC Marbach        | 59:22      |

Datum: Samstag, 3. März 1962 in Château-d’Oex
 Überraschend gewann der Grenzwächter Jean-Pierre Pellouchoud, der keinem Nationalkader angehörte, mit einer Minute und neun Sekunden Vorsprung bei Schneetreiben vor dem Vorjahressieger Konrad Hischier. Der Mitfavorit und Vorjahreszweite Alois Kälin wurde Achter.

### 30 km
| Platz | Name                    | Verein          | Zeit (std) |
| ----- | ----------------------- | --------------- | ---------- |
| 01    | Konrad Hischier         | SC Obergoms     | 1:53:42    |
| 02    | Alphonse Baume          | Mont-Soleil     | 1:54:21    |
| 03    | Hans Ammann             | Alt-St. Johann  | 1:55:04    |
| 04    | Alois Kälin             | SC Einsiedeln   | 1:55:06    |
| 05    | Michel Rey              | Les Cernets     | 1:56:55    |
| 06    | Erwino Hari             | SC Adelboden    | 1:57:24    |
| 07    | Ludwig Regli            | Andermatt       | 1:58:46    |
| 08    | Jean-Pierre Pellouchoud | Grenzwachtkorps | 2:04:46    |
| 09    | Roland Boillat          | Monthey         | 2:04:58    |
| 10    | Norbert Schmid          | Zürich          | 2:05:01    |

Datum: Sonntag, 28. Januar 1962 auf dem Jaunpass

Konrad Hischier gewann das mit 130 gestarteten Läufern ausgetragene Rennen mit 39 Sekunden Vorsprung auf den Vorjahressieger Alphonse Baume und holte damit seinen zweiten Meistertitel. Das Rennen wurde aufgrund Schneemangel vom ursprünglichen Austragungsort Charmey auf den Jaunpass verlegt.

### 50 km
| Platz | Name             | Verein        | Zeit (std) |
| ----- | ---------------- | ------------- | ---------- |
| 01    | Michel Rey       | Les Cernets   | 3:31:44    |
| 02    | Arthur Schneider | SC Kandersteg | 3:38:44    |
| 03    | Josef Haas       | SC Marbach    | 3:40:35    |
| 04    | Franz Oetiker    | SC Einsiedeln | 3:43:08    |
| 05    | Ludwig Regli     | Andermatt     | 3:43:02    |
| 06    | Emil Fröhlich    | Zürich        | 3:44:12    |

Datum: Sonntag, 18. Februar 1962 auf dem Zugerberg

Wie im Vorjahr siegte Michel Rey diesmal mit sieben Minuten Vorsprung auf Arthur Schneider. Spitzenläufer wie Konrad Hischier und Alphonse Baume waren aufgrund der parallel ausgetragenen Nordischen Skiweltmeisterschaften in Zakopane nicht am Start.

### 4 × 8 km Staffel
| Platz | Namen                                                                | Verein                | Zeit (std) |
| ----- | -------------------------------------------------------------------- | --------------------- | ---------- |
| 01    | Gregor Hischier Hermann Kreuzer Peter Michlig Konrad Hischier        | SC Obergoms           | 1:54:46,3  |
| 02    | Franz Oetiker Erich Schönbächler Franz Kälin Alois Kälin             | SC Einsiedeln         | 1:55:02,7  |
| 03    | Roland Boillat Gaston Biolley Henri Niquille Jean-Pierre Pellouchoud | Grenzwachtkorps       | 1:55:50,2  |
| 04    | Patrice Rey Denis Mast Gilbert Rey Michel Rey                        | Les Cernets-Verrieres | 1:58:18,6  |
| 05    | Norbert Sched Fritz Kocher Edi Müller Paul Bebi                      | Altstetten-Zürich     | 1:58:45,2  |

Datum: Sonntag, 4. März 1962 in Château-d’Oex

## Nordische Kombination

### Einzel
| Platz | Name                 | Ort               | Punkte |
| ----- | -------------------- | ----------------- | ------ |
| 01    | Alois Kälin          | SC Einsiedeln     | 8769   |
| 02    | Alfred Holzer        | SC Kandersteg     | 9039   |
| 03    | Kurt Schaad          | Altstetten-Zürich | 9111   |
| 04    | Jean-Maurice Reymond | Le Brassus        | 9127   |
| 05    | William Schneeberger | Chaux-de-Fonds    | 9177   |
| 06    | Heini Moser          | Langenbruck       | 9470   |

Datum: Samstag, 3. März und Sonntag, 4. März 1962 in Château-d’Oex

Wie im Vorjahr gewann der Einsiedelner Alois Kälin vor Alfred Holzer und Kurt Schaad.

## Skispringen

### Normalschanze
| Platz | Name             | Verein          | Weite 1 | Weite 2 | Punkte |
| ----- | ---------------- | --------------- | ------- | ------- | ------ |
| 01    | Ueli Scheidegger | SC Adelboden    | 60,0 m  | 63,5 m  | 217,0  |
| 02    | Heini Moser      | Langenbruck     | 58,0 m  | 53,0 m  | 196,5  |
| 03    | Gilbert Barriere | Ste. Croix      | 53,0 m  | 54,0 m  | 190,5  |
| 04    | Christian Müller | Grindelwald     |         |         | 187,0  |
| 05    | Toni Cecchinato  | St. Gallen      |         |         | 184,5  |
| 06    | Knut Strömstad   | Ski-Club Gstaad |         |         | 184,0  |
| 06    | Ruedi Bärtschi   | Ski-Club Gstaad |         |         | 184,0  |

Datum: Sonntag, 4. März 1962 in Château-d’Oex

Der Adelbodener Ueli Scheidegger gewann mit Weiten von 60 m und 63,5 m und 20,5 Punkten Vorsprung auf Heini Moser seinen ersten Meistertitel.